# Obereoides
Obereoides is een kevergeslacht uit de familie van de boktorren (Cerambycidae). De wetenschappelijke naam van het geslacht werd voor het eerst geldig gepubliceerd in 1938 door Fisher.

## Soorten
Obereoides omvat de volgende soorten:
- Obereoides antennatus Martins & Galileo, 2004
- Obereoides cicatricosus (Zajciw, 1968)
- Obereoides joergenseni (Bruch, 1911)
- Obereoides parahybanus Galileo & Martins, 1998
- Obereoides setulosus (Aurivillius, 1920)